# Strabomantis sulcatus
Espèce
Synonymes
- Hylodes sulcatus Cope, 1874
- Eleutherodactylus sulcatus (Cope, 1874)
- Eleutherodactylus macrocephalus  Stejneger, 1904
- Ctenocranius koki Melin, 1941
- Eleutherodactylus koki (Melin, 1941)

Statut de conservation UICN

 LC  : Préoccupation mineure
Strabomantis sulcatus est une espèce d'amphibiens de la famille des Craugastoridae.

## Répartition
Cette espècese rencontre entre 150 et 950 m d'altitude dans le haut bassin amazonien :
- dans l'est de l'Équateur ;
- dans l'est du Pérou ;
- au Brésil dans l'État d'Acre.

Sa présence est incertaine en Colombie.

## Publication originale
- Cope, 1874 : On some Batrachia and Nematognathi brought from the upper Amazon by Prof. Orton. Proceedings of the Academy of Natural Sciences of Philadelphia, vol. 26, p. 120–137 (texte intégral).